# Espírito Santo do Pinhal (kommun)
Espírito Santo do Pinhal är en kommun i Brasilien.   Den ligger i delstaten São Paulo, i den sydöstra delen av landet, 700 km söder om huvudstaden Brasília. Antalet invånare är 41 919. Arean är 389 kvadratkilometer.
Terrängen i Espírito Santo do Pinhal är platt åt nordväst, men åt sydost är den kuperad.
Omgivningarna runt Espírito Santo do Pinhal är en mosaik av jordbruksmark och naturlig växtlighet. Runt Espírito Santo do Pinhal är det ganska tätbefolkat, med 104 invånare per kvadratkilometer.